# Ezra Burnham
Ezra Burnham, född 4 april 1947, död 17 februari 1973, var en friidrottare från Barbados. Han deltog vid olympiska sommarspelen 1968.